# Mato Queimado
Mato Queimado là một đô thị thuộc bang Rio Grande do Sul, Brasil. Đô thị này có diện tích 114,635 km², dân số năm 2007 là 1865 người, mật độ 16,27 người/km².